# 渚まゆみ
渚 まゆみ（なぎさ まゆみ、本名：浜口真弓（旧姓 田代）、1944年10月10日 - ）は、日本の女優、歌手。

## 来歴・人物
秋田出身。高校中退後、1961年に映画『夕やけ小やけの赤とんぼ』（島耕二監督）で主演デビュー。大映の新人スターとして売り出される。芸名の「渚まゆみ」は作曲家の山田耕作が命名した。
青春映画、ヤクザ映画、時代劇など実に幅広いジャンルの映画に数多く出演した。また、歌手としても活動した。
1973年、浜口庫之助と年齢差27歳の結婚をして事実上引退、翌年に長女を出産した。
1990年に浜口が他界した後は、サスペンスもののテレビドラマなどに出演するようになっている。
現在は娘夫婦と孫がいるロンドンと六本木の自宅を往復する生活を送っている。

## 出演

### 映画
- 東京おにぎり娘（1961年）
- お嬢さん（1961年）
- 夕やけ小やけの赤とんぼ（1961年）
- 斬る（1962年） - 高倉芳尾 役
- 高校三年生シリーズ
  - 高校三年生（1963年）
  - 続・高校三年生（1964年）
- 座頭市あばれ凧（1964年）
- 制服の狼（1964年）
- 複雑な彼（1966年） - 佐々木千鶴子 役
- 続鉄砲犬（1966年）
- 兵隊やくざ 俺にまかせろ（1967年） - 秀蘭 役
- ある殺し屋（1967年） - 茂子 役
- 眠狂四郎女地獄（1968年）
- 秘録おんな牢（1968年）
- 怪談おとし穴（1968年）
- 濡れた二人（1968年）
- 手錠無用（1969年）
- 愛の化石（1970年）
- 喜劇ソレが男の生きる道（1970年）
- ある兵士の賭け（1970年）
- おくさまは18才 新婚教室（1971年）
- 人斬り与太シリーズ
  - 現代やくざ 人斬り与太（1972年）
  - 人斬り与太 狂犬三兄弟（1972年）
- 仁義なき戦いシリーズ
  - 仁義なき戦い（1973年）
  - 仁義なき戦い 頂上作戦（1974年）
- 野獣狩り（1973年）
- 山口組外伝　九州進攻作戦（1974年）
- ザ・レイプ（1982年）

### テレビドラマ
- 娘の結婚（第9回「待っていた幸福娘の結婚」（1963年12月11日、NTV）
- まごころ（1965年、KTV）
- ねえさん （TBS）
  - 第1部（1965年）
  - 第2部（1967年）
- ザ・ガードマン（TBS・大映テレビ室）
  - 第30話「金庫破り」（1965年）- 事務員
  - 第106話「太陽に向って大追跡」（1967年）- ユウコ
  - 第126話「女の戦争」（1967年）
  - 第141話「宝石の逃げる道」（1967年）- ナオミ
  - 第175話「悪女が目をさます旅」（1968年）
  - 第179話「殺し屋の来た島」（1968年）- エミ
  - 第187話「大金庫をぶち破れ」（1968年）- 近松の妹
  - 第190話「銀行は真昼に襲え」（1968年）- 銀行強盗一味
  - 第194話「死刑執行人の歌が聞こえる」（1968年）- 北沢りり
  - 第205話「ズッコケ野郎は骨までしゃぶれ」（1969年）- トルコ嬢A
  - 第254話「マンションは女の戦場」（1970年）- マリ
  - 第259話「さあ女の復讐が始まるわ」（1970年）- 富士直美
  - 第266話「団地・マイホーム殺人」（1970年）
  - 第282話「怪談・満月の夜は狼女が狂う」（1970年）
  - 第343話「おいろけ喜劇・浮気結婚式」（1971年） - 乙姫
- 女の旅路（1966年、NTV）
- 夫婦百景 第377回「只今別居中」（1966年10月11日、NTV）
- 野次馬がいく 第4話「起て!堂々と」（1967年、NET）
- 流氷の女（1968年、TBS）
- キイハンター（TBS・東映）
  - 第24話「私たちの人殺しなの」（1968年）
  - 第198話「頑張れ! 小便小僧　危機一髪」（1972年）
- 夜の主役 第11話「にんげん市場」（1968年10月8日、NTV / 大映テレビ室）
- 白い雪の中で（1969年2月27日、NHK）
- 三匹の侍 第6シリーズ 第23話「謀殺」（1969年、CX） - 菊乃
- 鬼平犯科帳
  - 第38話「敵（かたき）」（1969年、NET）
  - 第39話「猿（ましら）の銀次郎」（1970年、NET / 東宝） - 加代
  - 第2シリーズ第6話「おしげ」(1971年、NET/東宝) - おうめ
- 新・流氷の女（1969年、TBS）
- 恋愛術入門 第16回「スパイス大作戦」（1971年2月7日、TBS）
- 人形佐七捕物帳 第23話「悲恋短冊」（林与一版、1971年、NET） - お松
- 白雪姫と七人の悪党たち（1971年、ABC）
- 大岡越前 第2部 第9話「消えた越前」（1971年7月12日、TBS / C.A.L） - おさん
- 東芝日曜劇場 （TBS）
  - 第762回「あの町この町」（1971年7月18日、ABC）
  - 第908回「パパは神様じゃない」（1972年5月5日、ABC）
- 時間ですよ 第2シリーズ（1971年、TBS）
- シークレット部隊 第15回「プールに浮いた死美女」（1972年7月14日、TBS / 大映テレビ)
- 荒野の素浪人 第39話「鷲の巣城 御金蔵破り」（1972年、NET）
- 木枯し紋次郎 第2シリーズ 「夜泣き石は霧に濡れた」（1972年12月16日） - お民
- 必殺シリーズ（ABC / 松竹）
  - 必殺仕掛人 第15話「人殺し人助け」（1972年） - お小夜
  - 新・必殺仕事人 第54話「主水入学祝する」（1982年） - お仲
- 長谷川伸シリーズ「髭題目の政」（1973年2月14日、NET）
- 荒野の用心棒 第6話「鮮血は魔の谷を染めて…」（1973年） - おけい
- 時代劇スペシャル（CX）
  - 岡っ引どぶ 第2作「京洛殺人事件」（1982年7月9日） - 御室太夫
  - 「浪人八景 雪太郎風流剣」（1982年12月17日） - お妻
- 右門捕物帖 第21話「天狗うらみ唄」（1983年4月19日、NTV）

復帰以降
- てっぺん（1999年）
- 美味しんぼ5（1999年）
- はみだし刑事情熱系 第4シリーズ 第17話「男と女…哀しき再会 25年目の冬の銃弾!」（2000年） - 奥沢雅恵 役
- Fighting Girl（2001年、NTV）
- 火曜サスペンス劇場（NTV系）
  - 小京都ミステリー(26)（1999年）
  - 容疑者（2005年）
- 土曜ワイド劇場（ANB / EX）
  - ダイエット三姉妹の旅情事件簿（第3作・1999年） - 樺細工店女主人 役（友情出演）
  - ラーメン刑事「龍」の殺人推理(3)（2002年9月21日） - 福原まきこ
  - 京都殺人案内(26)（2003年2月15日） - 本間輝子 役
  - 京都殺人案内(27)（2004年11月27日） - スナックのママ 役
  - 京都殺人案内(29)（2006年11月18日） - 蝋燭屋女将 役

### バラエティー
- クイズ!脳ベルSHOW（2020年4月8日・9日、BSフジ） - ゲスト

## 音楽作品

### シングル
| 発売日             | 規格         | 規格品番     | 面           | タイトル                  | 作詞         | 作曲         | 編曲         |
| 大映レコード       | 大映レコード | 大映レコード | 大映レコード | 大映レコード              | 大映レコード | 大映レコード | 大映レコード |
| ------------------ | ------------ | ------------ | ------------ | ------------------------- | ------------ | ------------ | ------------ |
| 1968年             | EP           | D-47         | A            | アイ・ラブ・ユー          |              |              |              |
| 1968年             | EP           | D-47         | B            | ひとりぼっちの女          |              |              |              |
| 1968年             | EP           | D-61         | A            | 女ながれ者                | 神坂薰       | 山路進一     | 山路進一     |
| 1968年             | EP           | D-61         | B            | ひとりの道                |              | 山路進一     | 山路進一     |
| 1969年             | EP           | D-84         | A            | いじめないで              | 川内康範     | 森川登       | 池田孝       |
| 1969年             | EP           | D-84         | B            | 教えて欲しい              | 川内和子     | 森川登       | 池田孝       |
| キャニオンレコード |              |              |              |                           |              |              |              |
| 1970年             | EP           | CA-4         | A            | 女歌（にょか）            | なかにし礼   | 葵まさひこ   | 葵まさひこ   |
| 1970年             | EP           | CA-4         | B            | 変身                      | なかにし礼   | 葵まさひこ   | 葵まさひこ   |
| 1971年             | EP           | CA-36        | A            | 女の鍵                    | なかにし礼   | 鈴木邦彦     | 鈴木邦彦     |
| 1971年             | EP           | CA-36        | B            | 女だけの話                | なかにし礼   | 鈴木邦彦     | 鈴木邦彦     |
| CBS・ソニー        |              |              |              |                           |              |              |              |
| 1972年             | EP           | SOLA-11      | A            | タスコ慕情                | 阿久悠       | 浜口庫之助   | 小杉仁三     |
| 1972年             | EP           | SOLA-11      | B            | 青空はひとつ              | 浜口庫之助   | 浜口庫之助   | 小杉仁三     |
| 1973年5月21日      | EP           | SOLB-33      | A            | 奪われたいの              | 浜口庫之助   | 浜口庫之助   | 小杉仁三     |
| 1973年5月21日      | EP           | SOLB-33      | B            | 女の一章                  | 阿久悠       | 浜口庫之助   | 青木望       |
| 1974年             | EP           | SOLB-109     | A            | わたし半人前              | 浜口庫之助   | 浜口庫之助   | 馬飼野俊一   |
| 1974年             | EP           | SOLB-109     | B            | 水の上の花嫁              | 阿久悠       | 浜口庫之助   | 小杉仁三     |
| 1974年             | EP           | SOLB-143     | A            | 夜の虫                    | 浜口庫之助   | 浜口庫之助   | 小杉仁三     |
| 1974年             | EP           | SOLB-143     | B            | ピンク・ムーン            | 浜口庫之助   | 浜口庫之助   | 小杉仁三     |
| EPICソニー         |              |              |              |                           |              |              |              |
| 1983年             | EP           | 075H-170     | A            | 涙と幸せ                  | 浜口庫之助   | 浜口庫之助   | 高田弘       |
| 1983年             | EP           | 075H-170     | B            | 好き好きあなた            | 浜口庫之助   | 浜口庫之助   | 高田弘       |
| 東芝EMI            |              |              |              |                           |              |              |              |
| 1985年9月21日      | EP           | TP-17768     | A            | ロマン札幌                | 浜口庫之助   | 浜口庫之助   | 竜崎孝路     |
| 1985年9月21日      | EP           | TP-17768     | B            | Mr. TENG （ミスター天狗） | 浜口庫之助   | 浜口庫之助   | 竜崎孝路     |

### アルバム
| 面  | No. | タイトル                     | 作詞       | 編曲       |
| --- | --- | ---------------------------- | ---------- | ---------- |
| A面 | 1   | わたし半人前                 | 浜口庫之助 | 馬飼野俊一 |
| A面 | 2   | 愛して愛して愛しちゃったのよ | 浜口庫之助 | 小杉仁三   |
| A面 | 3   | 女の一章                     | 阿久悠     | 青木望     |
| A面 | 4   | 恍惚のブルース               | 川内康範   | 小杉仁三   |
| A面 | 5   | 君も生命を                   | 浜口庫之助 | 小杉仁三   |
| A面 | 6   | 雨のピエロ                   | 浜口庫之助 | 小杉仁三   |
| B面 | 1   | 夜の虫                       | 浜口庫之助 | 小杉仁三   |
| B面 | 2   | ピンク・ムーン               | 浜口庫之助 | 小杉仁三   |
| B面 | 3   | 黄色いさくらんぼ             | 浜口庫之助 | 青木望     |
| B面 | 4   | 愛には旅を                   | 浜口庫之助 | 小杉仁三   |
| B面 | 5   | タスコ慕情                   | 阿久悠     | 小杉仁三   |
| B面 | 6   | 奪われたいの                 | 浜口庫之助 | 小杉仁三   |

| No.                | タイトル                               | 作詞       | 編曲       |
| ------------------ | -------------------------------------- | ---------- | ---------- |
| 1                  | わたし半人前                           | 浜口庫之助 | 馬飼野俊一 |
| 2                  | 愛して愛して愛しちゃったのよ           | 浜口庫之助 | 小杉仁三   |
| 3                  | 女の一章                               | 阿久悠     | 青木望     |
| 4                  | 恍惚のブルース                         | 川内康範   | 小杉仁三   |
| 5                  | 君も生命を                             | 浜口庫之助 | 小杉仁三   |
| 6                  | 雨のピエロ                             | 浜口庫之助 | 小杉仁三   |
| 7                  | 夜の虫                                 | 浜口庫之助 | 小杉仁三   |
| 8                  | ピンク・ムーン                         | 浜口庫之助 | 小杉仁三   |
| 9                  | 黄色いさくらんぼ                       | 浜口庫之助 | 青木望     |
| 10                 | 愛には旅を                             | 浜口庫之助 | 小杉仁三   |
| 11                 | タスコ慕情                             | 阿久悠     | 小杉仁三   |
| 12                 | 奪われたいの                           | 浜口庫之助 | 小杉仁三   |
| 13                 | 青空はひとつ                           | 浜口庫之助 | 小杉仁三   |
| 14                 | 水の上の花嫁                           | 阿久悠     | 小杉仁三   |
| 15                 | 涙と幸せ                               | 浜口庫之助 | 高田弘     |
| 16                 | 好き好き あなた                        | 浜口庫之助 | 高田弘     |
| 17                 | ロマン札幌                             | 浜口庫之助 | 竜崎孝路   |
| 18                 | Mr.Teng                                | 浜口庫之助 | 竜崎孝路   |
| ボーナス・トラック |                                        |            |            |
| 19                 | 花と小父さん                           |            |            |
| 20                 | 奪われたいの（オリジナル・カラオケ）   | -          | 小杉仁三   |
| 21                 | 好き好きあなた（オリジナル・カラオケ） | -          | 高田弘     |

#### オムニバス
- 幻の名盤解放歌集 大映レコード野望編～夜を抱きしめたい（1997年4月25日、P-VINE、PCD-1543）
- 実況録音盤！歌いまくる大映スター（2007年9月07日、P-VINE、PCD-25062） -　「アイ・ラブ・ユー」収録
- ハマクラづくし（2015年7月22日、キャピタルヴィレッジ、CVOV-10025） -　「主婦とロマン」（渚まゆみ＆前田美波里＆Kana（和田加奈子）名義で ）

### 著作
- 石原裕次郎と夫・浜口庫之助 出会いそして粋な別れ (20世紀の21人 聞けなかった遺言) 掲載誌 週刊朝日 105(58) (通号 4418) 2000.12.29 p.31